# Попково (Калузька область)
Попково (рос. Попково) — село в Сухиницькому районі Калузької області Російської Федерації.
Населення становить 84 особи. Входить до складу муніципального утворення Село Бринь.

## Історія
Від 2004 року входить до складу муніципального утворення Село Бринь

## Населення
| 2002 | 2010 |
| ---- | ---- |
| 81   | ↗84  |